# دويس (ولاية الجلفة)
دويس بلدة وبلدية تابعة لدائرة الإدريسية في ولاية الجلفة بالجزائر.